# Лукинский, Фёдор Григорьевич
Фёдор Григорьевич Лукинский (5 февраля 1927, д. Будрино, Вельский уезд, Вологодская губерния — 4 декабря 2021, Сатпаев, Казахстан) — шахтёр, бригадир крепильщиков шахты № 31—32 Джезказганского горно-металлургического комбината имени К. И. Сатпаева Министерства цветной металлургии СССР, Карагандинская область, Казахская ССР. Герой Социалистического Труда (1966).

## Биография
Родился в 1927 году в деревне Будрино Вельского уезда Вологодской губернии (ныне — Устьянский район Архангельской области). Русский.
В период войны работал в колхозе. В 1944 году в 17 лет был призван в Красную Армию.
После увольнения из Вооруженных Сил СССР в 1952 году приехал в город Джезказган (Жезказган) Карагандинской (с 1973 года — Джезказганской) области Казахской ССР (ныне — Карагандинской области Республики Казахстан) и начал работать подземным крепильщиком Джезказганского шахтостроительного управления. Затем работал проходчиком, крепильщиком, бригадир крепильщиков шахты № 31-32 Джезказганского рудоуправления — Джезказганского горно-металлургического комбината (с 1964 года — имени К. И. Сатпаева).
Внёс несколько рационализаторских предложений в строительство люков, крепление рудоспусков и армировке стволов, в результате чего увеличилась производительность труда. Руководимая им бригада ежегодно перевыполняла план.
Указом Президиума Верховного Совета СССР от 20 мая 1966 года за выдающиеся успехи, достигнутые в развитии цветной металлургии, Лукинскому Фёдору Григорьевичу присвоено звание Героя Социалистического Труда с вручением ордена Ленина и золотой медали «Серп и Молот»
Работал на комбинате до выхода на пенсию. Персональный пенсионер республиканского значения.
Жил в городе Сатпаев Карагандинской области (Казахстан).

## Награды
- Герой Социалистического Труда — указом Президиума Верховного Совета СССР 20 мая 1966 года
- Орден Ленина (20.05.1966)
- Почётный гражданин города Сатпаева.
- Почётный горняк СССР[1].
- медали.